# سیکستون (داکوتای شمالی)
سیکستون(به انگلیسی: Sykeston) شهری در ایالت داکوتای شمالی کشور ایالات متحده آمریکا است که جمعیت آن در سرشماری سال ۲۰۱۰ میلادی، ۱۱۷ نفر بوده‌است.